# Aprionus terrestris
Aprionus terrestris är en tvåvingeart som beskrevs av Boris Mamaev 1963. Aprionus terrestris ingår i släktet Aprionus och familjen gallmyggor. Inga underarter finns listade i Catalogue of Life.